# ツール・ド・ロマンディ
ツール・ド・ロマンディ（Tour de Romandie）とは、スイス西部のフランス語圏地域であるロマンディ地方で1947年から開催されている自転車ロードレースである。このレースは伝統的にジュネーヴを出発するタイムトライアルではじまる事でも知られていたが、近年はランダム化している。
スイスの美しい町並みと厳しい山岳コースの中を走るレースで、2005年よりUCIプロツアー、2011年よりUCIワールドツアーに組み込まれている。厳しい山岳コースが設定され、グランツール前の最後のUCIワールドツアーのステージレースであることから、ジロ・デ・イタリアの前哨戦や、ジロには参加しないが、ツール・ド・フランスを睨んだ有力選手の調整レースとしての意味合いも含まれるレースである。

## 歴代優勝者
| 年   | 優勝者                           |
| ---- | -------------------------------- |
| 1947 | デジーレ・ケテレール             |
| 1948 | フェルディナント・キュプラー     |
| 1949 | ジーノ・バルタリ                 |
| 1950 | エドゥアール・ファシュレトネール |
| 1951 | フェルディナント・キュプラー     |
| 1952 | ワウト・ワフトマンス             |
| 1953 | ユーゴ・コブレ                   |
| 1954 | ジャン・フォレスティエール       |
| 1955 | レネ・ストレーラー               |
| 1956 | パスクアーレ・フォルナーラ       |
| 1957 | ジャン・フォレスティエール       |
| 1958 | ジルベール・ボヴァン             |
| 1959 | クルト・ギミ                     |
| 1960 | ルイ・ロストラン                 |
| 1961 | ルイ・ロストラン                 |
| 1962 | ギド・デロッソ                   |
| 1963 | ウィリー・ボックラント           |
| 1964 | ロルフ・マウラー                 |
| 1965 | ヴィットリオ・アドルニ           |
| 1966 | ジャンニ・モッタ                 |
| 1967 | ジャンニ・モッタ                 |
| 1968 | エディ・メルクス                 |
| 1969 | フェリーチェ・ジモンディ         |
| 1970 | イェスタ・ペーテルソン           |
| 1971 | ジャンニ・モッタ                 |
| 1972 | ベルナール・テヴネ               |
| 1973 | ウィルフリート・ダヴィト         |
| 1974 | ヨープ・ズートメルク             |
| 1975 | フランシスコ・ガルドス           |
| 1976 | ヨハン・デミュインク             |
| 1977 | ジャンバッティスタ・バロンケッリ |
| 1978 | ヨハン・ファンデルフェルデ       |
| 1979 | ジュゼッペ・サロンニ             |
| 1980 | ベルナール・イノー               |
| 1981 | トミー・プリム                   |
| 1982 | ヨステイン・ウィルマン           |
| 1983 | ステファン・ロッシュ             |
| 1984 | ステファン・ロッシュ             |
| 1985 | イェルク・ミュラー               |
| 1986 | クロード・クリケリオン           |
| 1987 | ステファン・ロッシュ             |
| 1988 | ヘラルト・フェルトスホルテン     |
| 1989 | フィル・アンダーソン             |

| 年   | 優勝者                                                     |
| ---- | ---------------------------------------------------------- |
| 1990 | シャルリー・モテ                                           |
| 1991 | トニー・ロミンゲル                                         |
| 1992 | アンドリュー・ハンプステン                                 |
| 1993 | パスカル・リシャール                                       |
| 1994 | パスカル・リシャール                                       |
| 1995 | トニー・ロミンゲル                                         |
| 1996 | アブラハム・オラーノ                                       |
| 1997 | パヴェル・トンコフ                                         |
| 1998 | ローラン・デュフォー                                       |
| 1999 | ローラン・ジャラベール                                     |
| 2000 | パオロ・サヴォルデッリ                                     |
| 2001 | ダリオ・フリゴ                                             |
| 2002 | ダリオ・フリゴ                                             |
| 2003 | タイラー・ハミルトン                                       |
| 2004 | タイラー・ハミルトン                                       |
| 2005 | サンティアゴ・ボテロ                                       |
| 2006 | カデル・エヴァンス                                         |
| 2007 | トーマス・デッケル                                         |
| 2008 | アンドレアス・クレーデン                                   |
| 2009 | ロマン・クロイツィガー                                     |
| 2010 | シモン・シュピラック                                       |
| 2011 | カデル・エヴァンス                                         |
| 2012 | ブラッドリー・ウィギンス                                   |
| 2013 | クリス・フルーム                                           |
| 2014 | クリス・フルーム                                           |
| 2015 | イルヌール・ザカリン                                       |
| 2016 | ナイロ・キンタナ                                           |
| 2017 | リッチー・ポート                                           |
| 2018 | プリモシュ・ログリッチ                                     |
| 2019 | プリモシュ・ログリッチ                                     |
| 2020 | 新型コロナウイルス感染症の世界的流行 (2019年-)により未開催 |
| 2021 | ゲラント・トーマス                                         |
| 2022 | アレクサンドル・ウラソフ                                   |
| 2023 | アダム・イェーツ                                           |
| 2024 | カルロス・ロドリゲス                                       |
| 2025 | ジョアン・アルメイダ                                       |